# Diritti LGBT a Vanuatu
Nel paese le persone LGBT non sono perseguitate, comunque esse non godono di molti diritti e le coppie formate da persone dello stesso sesso non dispongono di alcun diritto.

## Legge sull'attività sessuale tra persone dello stesso sesso
L'omosessualità è legale a Vanuatu dal 2007, e l'età del consenso è uguale, indipendentemente dal sesso.

## Riconoscimento delle relazioni tra persone dello stesso sesso
Il paese non riconosce alcuna tutela per le coppie composte da persone dello stesso sesso.

## Protezioni contro la discriminazione
Non esiste alcuna protezione legale contro le discriminazione basate sull'orientamento sessuale o sull'identità di genere.
Non esiste un divieto generale di discriminazione sul lavoro basato sull'orientamento sessuale a Vanuatu tuttavia, la Sezione 18.2 (f) della legge sul servizio didattico 2013 stabilisce l'obbligo per la Commissione del servizio didattico di Vanuatu di non discriminare le assunzioni, la promozione, lo sviluppo professionale, il trasferimento e tutti gli altri aspetti della gestione dei propri dipendenti sulla base delle preferenze sessuali".

## Condizioni sociali
Vanuatu è un paese socialmente conservatore. I viaggiatori gay e lesbiche (e i cittadini) sono invitati a evitare manifestazioni pubbliche di affetto.

## Tabella riassuntiva
| Attività e relazioni sessuali legali                                                  | (dal 2007)                     |
| Parità dell'età di consenso                                                           | (dal 2007)                     |
| Leggi anti-discriminazione sul lavoro                                                 | / (dal 2013 alcune protezioni) |
| Leggi anti-discriminazione nella fornitura di beni e servizi                          | No                             |
| Leggi anti-discriminazione in tutti gli altri settori (incluse le espressioni d'odio) | No                             |
| Matrimonio egualitario                                                                | No                             |
| Unione civile                                                                         | No                             |
| Step-child adoption                                                                   | No                             |
| Adozione                                                                              | No                             |
| Autorizzazione a prestare servizio nelle forze armate                                 |                                |
| Diritto di cambiare genere nei documenti                                              |                                |
| Accesso alla fecondazione in vitro per le lesbiche                                    | No                             |
| Surrogazione di maternità                                                             | No                             |
| Permesso di donare il sangue                                                          | No                             |